# محطة قطار يوب
محطة يوب هي محطة سكة حديدية جزائرية تقع في بلدية يوب ، ولاية سعيدة .

## الموقع في السكك الحديدية
تقع المحطة على ارتفاع 663 متر ، عند النقطة الكيلومترية (PK) 64 من الخط الممتد من مولاي سليسن إلى سعيدة [الفرنسية]، حيث تسبقها محطة محطة قطار تلاغ [الفرنسية] وتتبعها محطة سعيدة .

## تاريخ
وُضعت المحطة في الخدمة في 01 مايو 2017 أثناء افتتاح خط مولاي سليسن إلى سعيدة.

## خدمة الركاب

### خدمة
تخدم المحطة القطارات الإقليمية :
- وهران - سعيدة,[1] ؛

```
 
 سيدي بلعباس
 –  
فرندة
.
```

### روابط خارجية
- "SNTF". Société nationale des transports ferroviaires (SNTF). مؤرشف من الأصل في 2025-06-02..